# Список Героев Социалистического Труда (Ржаников — Рощина)
Эта страница является частью списка Героев Социалистического Труда и перечисляет в алфавитном порядке лиц, удостоенных звания Героя Социалистического Труда, чьи фамилии начинаются с буквы «Р», от Ржаников до Рощина.
- Список не включает дважды и трижды Героев Социалистического Труда, а также лиц, лишённых этого звания.
- Список содержит информацию о датах жизни, роде деятельности и дате присвоения звания Героя.
- Герои, удостоенные звания посмертно, выделены в списке  серым цветом .
- Герои, сменившие фамилию после присвоения звания, приводятся в списках дважды, при этом строка с новой фамилией выделяется  бежевым цветом  и не имеет номера.

## Список людей, фамилии которых начинаются с «Р»
| Навигационная таблица | Навигационная таблица |
| --------------------- | --------------------- |
| «Р»                   | Раб — Решетов         |
| «Р»                   | Ржаников — Рощина     |
| «Р»                   | Рубан — Ряшина        |

| №          | Фамилия, имя, отчество               | Даты жизни              | Деятельность | Дата присвоения | ГС         |
| ---------- | ------------------------------------ | ----------------------- | --- | --------------- | ---------- |
| 1          | Ржаников Николай Николаевич          | 24.01.1927 — 24.12.1994 | Проходчик шахты Высокогорского рудоуправления Нижне-Тагильского металлургического комбината Свердловского совнархоза | 19.07.1958      | [ ГС 1 ]   |
| 2          | Рзаев Миджан Мамед Рза оглы          | 1912 — ????             | Звеньевой колхоза имени Чапаева Масаллинского района Азербайджанской ССР | 01.07.1949      |            |
| 3          | Рзаев Расул Ибрагим оглы (Расул Рза) | 19.05.1910 — 01.04.1981 | Народный поэт Азербайджанской ССР, гор. Баку | 16.05.1980      | [ ГС 2 ]   |
| 4          | Рзаев Шабан Мехти оглы               | 19.11.1938 — 02.07.2007 | Бригадир комплексно-механизированной бригады колхоза «Таджикистан» Агджабединского района Азербайджанской ССР | 14.12.1972      | [ ГС 3 ]   |
| 5          | Рзаева Гаваханум Аббас кызы          | 1910 — ????             | Звеньевая колхоза имени Герая Асадова Ждановского района Азербайджанской ССР | 06.10.1951      |            |
| 6          | Риваре Моника Альбертовна            | род. 1933               | Заведующая птицеводческой фермой совхоза «Аглона» Прейльского района Латвийской ССР | 22.03.1966      | [ ГС 4 ]   |
| 7          | Ригвава Дзуку Михайлович             | 1909 — ????             | Бригадир колхоза имени Сталина Гальского района Абхазской АССР | 21.02.1948      | [ ГС 5 ]   |
| 8          | Риекстинь Александр Владимирович     | 13.02.1918 — 30.01.2013 | Председатель колхоза «Иецава» Бауского района Латвийской ССР | 27.12.1976      | [ ГС 6 ]   |
| 9          | Ризаев Керим Новруз оглы             | 24.12.1914 — 01.08.1995 | Начальник Управления цветной металлургии Азербайджанской ССР, гор. Баку | 03.10.1980      | [ ГС 7 ]   |
| 10         | Ризов Иордан Генчевич                | 29.07.1911 — 26.09.1956 | Звеньевой колхоза имени Димитрова гор. Мукачево Закарпатской области | 28.02.1949      | [ ГС 8 ]   |
| 11         | Риль Николай Васильевич              | 05.12.1901 — 02.08.1990 | Руководитель производства металлического урана на заводе № 12 Первого главного управления при Совете Министров СССР, Московская область | 29.10.1949      | [ ГС 9 ]   |
| 12         | Римейкене Зося Казио                 | род. 1923               | Свинарка колхоза «Раудонойи жвайгжде» Шяуляйского района Литовской ССР | 08.04.1971      |            |
| 13         | Римкявичюс Казимерас Домининкович    | род. 1926               | Фрезеровщик Вильнюсского завода шлифовальных станков Министерства станкостроительной и инструментальной промышленности СССР, Литовская ССР | 03.01.1974      |            |
| 14         | Римская Александра Васильевна        | 1909 — ????             | Звеньевая колхоза имени XXII съезда КПСС Добровеличковского района Кировоградской области | 31.12.1965      |            |
| 15         | Ринчино Нима Бадмаевич               | 1916 — ????             | Бригадир колхоза имени Калинина Курумканского аймака Бурят-Монгольской АССР | 29.03.1948      | [ ГС 10 ]  |
| 16         | Риффель Эдуард Карлович              | 24.02.1928 — 29.12.1990 | Бригадир тракторно-полеводческой бригады совхоза имени газеты «Правда» Джамбейтинского района Уральской области | 08.04.1971      | [ ГС 11 ]  |
| 17         | Рихтер Алексей Александрович         | 25.10.1913 — 14.05.1976 | Слесарь-инструментальщик Псковского завода радиодеталей Министерства радиопромышленности СССР | 29.07.1966      | [ ГС 12 ]  |
| 18         | Рихтер Святослав Теофилович          | 20.03.1915 — 01.08.1997 | Солист Московской государственной филармонии, народный артист СССР | 20.03.1975      | [ ГС 13 ]  |
| 19         | Робакидзе Венедикт Ипполитович       | 1909 — 09.1987          | Монтёр Кутаисского эксплуатационно-технического узла связи Министерства связи Грузинской ССР | 04.05.1971      | [ ГС 14 ]  |
| 20         | Робустов Геннадий Васильевич         | 09.03.1929 — 15.01.2005 | Бригадир комплексной бригады управления «Автозаводстрой» Куйбышевгидростроя Министерства энергетики и электрификации СССР, Куйбышевская область | 29.12.1973      | [ ГС 15 ]  |
| 21         | Ровнин Лев Иванович                  | 02.11.1928 — 29.10.2014 | Бывший главный геолог Главного Тюменского производственного геологического управления Министерства геологии РСФСР | 23.01.1968      | [ ГС 16 ]  |
| 22         | Ровчак Григорий Максимович           | 1911 — ????             | Бригадир тракторной бригады Богоявленской МТС Марьинского района Сталинской области | 04.08.1950      |            |
| 22.000001  | Ровчак Мария Игнатьевна              | род. 1924               | Звеньевая колхоза имени Ильича Марьинского района Сталинской области | 02.06.1950      |            |
| 23         | Рогава Амбако Спиридонович           | 1900 — 05.11.1969       | Бригадир колхоза имени Берия Ахалсопельского сельсовета Зугдидского района Грузинской ССР | 29.08.1949      | [ ГС 17 ]  |
| 24         | Рогава Дуня Яковлевна                | 1917 — ????             | Колхозница колхоза имени Берия Ахалсопельского сельсовета Зугдидского района Грузинской ССР | 19.07.1950      | [ ГС 18 ]  |
| 25         | Рогава Нора Бадуровна                | 1927 — ????             | Колхозница колхоза «Гамарджвеба» Зугдидского района Грузинской ССР | 19.07.1950      | [ ГС 19 ]  |
| 26         | Рогава Ольга Тарасовна               | 1906 — ????             | Колхозница колхоза «Колхида» Зугдидского района Грузинской ССР | 19.07.1950      | [ ГС 20 ]  |
| 27         | Рогачёв Борис Иванович               | 25.06.1910 — 16.06.1975 | Звеньевой совхоза «Реконструкция» Михайловского района Волгоградской области | 23.06.1966      | [ ГС 21 ]  |
| 28         | Рогачёв Василий Ефремович            | 29.01.1911 — 18.04.1998 | Сеточник Камского целлюлозно-бумажного комбината Пермского совнархоза | 29.06.1961      | [ ГС 22 ]  |
| 29         | Рогачёв Евгений Никитович            | 1927—1970               | Бригадир слесарей-монтажников Новокузнецкого монтажного управления треста «Сибметаллургмонтаж» Министерства монтажных и специальных строительных работ СССР, Кемеровская область | 26.07.1966      | [ ГС 23 ]  |
| 30         | Рогачёва Екатерина Ивановна          | 13.11.1913 — 10.04.1980 | Птичница Катайского племптицезавода Катайского района Курганской области | 22.03.1966      | [ ГС 24 ]  |
| 31         | Рогачёва Татьяна Прокопьевна         | род. 09.11.1937         | Доярка совхоза «Новоёловский» Тальменского района Алтайского края | 06.09.1973      | [ ГС 25 ]  |
| 32         | Роглев Иосиф Христович               | 09.02.1902 — 29.12.1984 | Бригадир колхоза имени Димитрова, гор. Мукачево Закарпатской области | 28.02.1949      | [ ГС 26 ]  |
| 33         | Рогов Евгений Евдокимович            | 21.03.1921 — 28.10.1988 | Председатель исполкома Адамовского районного Совета депутатов трудящихся Чкаловской области | 11.01.1957      | [ ГС 27 ]  |
| 34         | Рогов Рафаил Николаевич              | 09.09.1928 — 16.07.1972 | Монтажник строительного участка «Жилстрой» треста «Базстрой» Свердловского совнархоза | 09.08.1958      | [ ГС 28 ]  |
| 35         | Рогова Александра Васильевна         | 18.01.1926 — 16.11.2012 | Звеньевая колхоза имени Ленина Грязнухинского района Алтайского края | 20.05.1949      | [ ГС 29 ]  |
| 36         | Роговец Пётр Дмитриевич              | 24.08.1906 — 1975       | Директор совхоза «Новоалександровка» Яготинского района Киевской области | 30.04.1966      | [ ГС 30 ]  |
| 37         | Роговой Дмитрий Фёдорович            | 1909—1995               | Звеньевой колхоза имени Стаханова Ермаковского района Красноярского края | 10.04.1948      | [ ГС 31 ]  |
| 38         | Роговой Кузьма Филиппович            | 21.11.1904 — 27.01.1975 | Бригадир колхоза «Путь к коммунизму» Ракитянского района Белгородской области | 23.06.1966      | [ ГС 32 ]  |
| 39         | Роговский Иван Алексеевич            | 1927—2003               | Машинист горного комбайна шахты имени С. М. Кирова треста «Ленинуголь» комбината «Кузбассуголь» Министерства угольной промышленности СССР, Кемеровская область | 29.06.1966      | [ ГС 33 ]  |
| 40         | Рогожин Владимир Николаевич          | 22.11.1915 — 06.03.2009 | Директор научно-исследовательского института № 147 систем залпового огня Министерства машиностроения СССР, Тульская область | 06.02.1976      | [ ГС 34 ]  |
| 41         | Рогожин Иван Михайлович              | 1904—1974               | Путевой обходчик Муромской дистанции пути Казанской железной дороги, Горьковская область | 01.08.1959      | [ ГС 35 ]  |
| 42         | Рогожин Михаил Петрович              | род. 16.06.1933         | Главный инженер опытного хозяйства Киргизской государственной зональной машиноиспытательной станции Кантского района Киргизской ССР | 10.05.1988      | [ ГС 36 ]  |
| 43         | Рогожинский Фёдор Фёдорович          | 1909—1971               | Начальник партии структурно-поискового бурения геологоразведочной конторы треста «Куйбышевнефтеразведка» Куйбышевского совнархоза | 19.03.1959      | [ ГС 37 ]  |
| 43.000002  | Рогольская Дамеля                    | 14.12.1938 — 09.11.2001 | Свинарка Кустанайского зерносовхоза Карабалыкского района Кустанайской области | 07.03.1960      | [ ГС 38 ]  |
| 44         | Рогутько Павел Александрович         | 27.08.1927 — 10.01.1995 | Аппаратчик Шосткинского химического комбината Министерства химической промышленности СССР, Сумская область | 20.04.1971      | [ ГС 39 ]  |
| 45         | Родзинский Леонид Фёдорович          | род. 1930               | Начальник участка строительно-монтажного управления № 10 треста «Укргазспецстрой» Министерства газовой промышленности СССР, гор. Днепропетровск | 01.07.1966      |            |
| 46         | Родивилова Татьяна Константиновна    | 05.07.1912 — 01.02.1972 | Звеньевая колхоза «Герой труда» Панинского района Воронежской области | 07.05.1948      | [ ГС 40 ]  |
| 47         | Родин Василий Иванович               | 17.07.1924 — 03.12.1954 | Бригадир семеноводческого колхоза «Союз строителей» Ояшинского района Новосибирской области | 29.05.1950      | [ ГС 41 ]  |
| 48         | Родин Георгий Петрович               | 22.04.1933 — 02.01.2016 | Сталевар Таганрогского металлургического завода Министерства чёрной металлургии СССР, Ростовская область | 30.03.1971      | [ ГС 42 ]  |
| 49         | Родин Николай Алексеевич             | 25.11.1923 — 17.02.2003 | Токарь Московского машиностроительного завода «Красный Октябрь» Министерства авиационной промышленности СССР | 26.04.1971      | [ ГС 43 ]  |
| 50         | Родина Прасковья Архиповна           | 10.05.1912 — 16.04.1994 | Птичница совхоза «Тиняковский» Глазуновского района Орловской области | 22.03.1966      | [ ГС 44 ]  |
| 51         | Родина Тамара Фёдоровна              | 08.12.1927 — 25.10.2011 | Учительница Кумакской средней школы, Адамовский район Оренбургской области | 27.06.1978      | [ ГС 45 ]  |
| 52         | Родинадзе Хурие Хусеиновна           | 1926—1996               | Колхозница колхоза имени Берия Батумского района Аджарской АССР | 29.08.1949      | [ ГС 46 ]  |
| 53         | Родионенко Владимир Викторович       | 03.04.1926 — ????       | Машинист торфоуборочного комбайна торфопредприятия «Назия» Министерства топливной промышленности РСФСР, Волховский район Ленинградской области | 29.06.1966      | [ ГС 47 ]  |
| 54         | Родионов Валентин Сергеевич          | 26.08.1926 — 21.06.1993 | Старший аппаратчик Саратовского химического комбината Министерства химической промышленности СССР | 28.05.1966      | [ ГС 48 ]  |
| 55         | Родионов Василий Сергеевич           | 23.03.1906 — 01.09.1965 | Бригадир колхоза «Красный партизан» Новосибирского района Новосибирской области | 20.03.1949      | [ ГС 49 ]  |
| 56         | Родионов Владимир Александрович      | род. 1930               | Бригадир совхоза «Перевесинский» Турковского района Саратовской области | 08.04.1971      | [ ГС 50 ]  |
| 57         | Родионов Владимир Яковлевич          | 26.04.1929 — 03.06.1977 | Бригадир тракторной бригады совхоза «Урожайный» Озинского района Саратовской области | 11.01.1957      | [ ГС 51 ]  |
| 58         | Родионов Иван Александрович          | 15.07.1907 — 10.1985    | Начальник Тульского отделения Московско-Курско-Донбасской железной дороги, Тульская область | 01.08.1959      | [ ГС 52 ]  |
| 59         | Родионов Павел Николаевич            | 29.06.1931 — 30.10.2001 | Старший мастер — начальник комплексного участка Уральского электрохимического завода Министерства среднего машиностроения СССР, гор. Свердловск | 08.09.1975      | [ ГС 53 ]  |
| 60         | Родионова Екатерина Ивановна         | 05.12.1904 — 27.01.1972 | Трактористка Половинской МТС Половинского района Курганской области | 11.01.1957      | [ ГС 54 ]  |
| 61         | Родич Елена Фёдоровна                | род. 15.03.1931         | Рабочая Винницкого мясокомбината Министерства мясной и молочной промышленности Украинской ССР | 26.04.1971      | [ ГС 55 ]  |
| 62         | Родичева Марфа Яковлевна             | 1913 — 07.09.1998       | Доярка опытно-производственного хозяйства «Брянское» Брянского района Брянской области | 22.03.1966      | [ ГС 56 ]  |
| 63         | Родникова Анна Андреевна             | 1920—1965               | Звеньевая семеноводческого колхоза «Льновод» Маслянинского района Новосибирской области | 20.03.1949      | [ ГС 57 ]  |
| 64         | Родченкова Анна Сергеевна            | 28.01.1933 — 03.2011    | Доярка колхоза «Борьба» Торжокского района Калининской области | 06.09.1973      | [ ГС 58 ]  |
| 65         | Родюкова Валентина Трофимовна        | 02.12.1926 — 25.02.2015 | Начальник станции Балашов-1 Юго-Восточной железной дороги, Саратовская область | 02.04.1981      | [ ГС 59 ]  |
| 66         | Роев Александр Иванович              | 1913 — ????             | Машинист комбайна шахты № 4 треста «Снежнянантрацит» Министерства угольной промышленности Украинской ССР, Сталинская область | 26.04.1957      | [ ГС 60 ]  |
| 67         | Рождественский Геннадий Николаевич   | 04.05.1931 — 16.06.2018 | Главный дирижёр — художественный руководитель Государственного симфонического оркестра Министерства культуры СССР, гор. Москва | 18.10.1990      | [ ГС 61 ]  |
| 68         | Рождественский Игорь Евгеньевич      | 23.04.1923 — 19.12.1993 | Начальник Анюйского районного геологоразведочного управления Северо-Восточного геологического управления Главного управления геологии и охраны недр при Совете Министров РСФСР, Чукотский национальный округ Магаданской области                                                                | 29.04.1963      | [ ГС 62 ]  |
| 69         | Рожина Мария Александровна           | 26.01.1918 — 03.05.1997 | Доярка племенного молочного совхоза «Караваево» Министерства совхозов СССР, Костромской район Костромской области | 12.07.1949      | [ ГС 63 ]  |
| 70         | Рожко Алексей Прокофьевич            | 26.05.1913 — 25.01.1986 | Бригадир тракторной бригады колхоза «Украина» Кривоозёрского района Николаевской области | 31.12.1965      | [ ГС 64 ]  |
| 71         | Рожко Эдвард Петрович                | 04.05.1936 — 02.09.2017 | Заведующий производственным участком колхоза «Светлый путь» Сморгонского района Гродненской области | 27.12.1976      | [ ГС 65 ]  |
| 72         | Рожков Борис Сергеевич               | род. 01.08.1937         | Слесарь-инструментальщик Астраханского машиностроительного завода «Прогресс» Министерства радиопромышленности СССР | 29.03.1976      | [ ГС 66 ]  |
| 73         | Рожков Василий Николаевич            | 01.02.1926 — 01.12.1990 | Начальник участка шахты «Коксовая» № 1 комбината «Прокопьевскуголь» Министерства угольной промышленности СССР, Кемеровская область | 30.03.1971      | [ ГС 67 ]  |
| 74         | Рожков Георгий Иванович              | 06.05.1926 — 10.12.2017 | Слесарь Клинского термометрового завода Министерства приборостроения, средств автоматизации и систем управления СССР | 20.04.1971      | [ ГС 68 ]  |
| 75         | Рожков Пётр Кузьмич                  | 07.07.1920 — 30.04.1999 | Работник Казанского научно-исследовательского электрофизического института Министерства радиопромышленности СССР, Татарская АССР | 02.07.1980      | [ ГС 69 ]  |
| 76         | Рожковский Василий Николаевич        | род. 01.05.1933         | Звеньевой механизированного звена колхоза имени Ленина Народичского района Житомирской области | 08.04.1971      |            |
| 77         | Рожнов Анатолий Александрович        | 07.02.1931 — 07.11.1994 | Главный геолог Жайремской геологоразведочной экспедиции Министерства геологии Казахской ССР, Джезказганская область | 02.01.1974      | [ ГС 70 ]  |
| 78         | Рожнов Василий Григорьевич           | 1904 — ????             | Старший механик Ново-Михайловской МТС Красноярского края | 10.04.1948      | [ ГС 71 ]  |
| 79         | Рожнов Георгий Арсентьевич           | 05.05.1912 — 1985       | Бригадир тракторной бригады Стахановской МТС Октябрьского района Сталинабадской области | 03.05.1949      | [ ГС 72 ]  |
| 80         | Рожнова Пелагея Ивановна             | 02.05.1901 — 13.12.1971 | Звеньевая колхоза имени Калинина Чеховского сельсовета, район города Ялты Крымской области | 18.09.1950      | [ ГС 73 ]  |
| 81         | Рожок Павел Григорьевич              | род. 09.12.1928         | Плавильщик Лутугинского завода прокатных валков Министерства чёрной металлургии Украинской ССР, Ворошиловградская область | 30.03.1971      |            |
| 82         | Розанов Николай Петрович             | 25.11.1904 — 30.10.1990 | Главный архитектор — руководитель Архитектурно-конструкторского бюро № 1 Центрального научно-исследовательского и проектного института типового и экспериментального проектирования жилища Государственного комитета по гражданскому строительству и архитектуре при Госстрое СССР, гор. Москва | 07.05.1971      | [ ГС 74 ]  |
| 83         | Роздильская Мария Степановна         | 14.01.1924 — ????       | Звеньевая колхоза имени Ирчана Коломыйского района Ивано-Франковской области | 30.04.1966      | [ ГС 75 ]  |
| 84         | Розе Яков Янович                     | 1924 — ????             | Механизатор колхоза «Сарканайс Октобрис» Цесисского района Латвийской ССР | 08.04.1971      | [ ГС 76 ]  |
| 85         | Розенко Пётр Акимович                | 20.12.1907 — 19.08.1991 | Заместитель Председателя Совета Министров Украинской ССР, Председатель Госплана Украинской ССР, гор. Киев | 06.12.1977      | [ ГС 77 ]  |
| 86         | Розефелд Август Петрович             | 1926—1983               | Звеньевой рыболовецкого колхоза «Банга» Латвийской ССР | 07.07.1966      | [ ГС 78 ]  |
| 87         | Розикова Хурсанд                     | род. 1939               | Механик-водитель хлопкоуборочной машины колхоза имени Ленина Пролетарского района Ленинабадской области | 14.12.1972      | [ ГС 79 ]  |
| 88         | Розимова Пардагул                    | род. 1947               | Бригадир совхоза имени Беруни Берунийского района Каракалпакской АССР | 25.12.1976      | [ ГС 80 ]  |
| 89         | Розмазнин Константин Павлович        | 1922 — ????             | Бригадир тракторно-полеводческой бригады Деркульского конезавода Беловодского района Ворошиловградской области | 08.04.1971      | [ ГС 81 ]  |
| 90         | Розмахова Анна Васильевна            | 26.01.1928 — 24.02.2004 | Бригадир свиноводческой фермы совхоза «Ворсино» Боровского района Калужской области | 22.03.1966      | [ ГС 82 ]  |
| 91         | Розметов Садулла                     | 15.11.1921 — 20.01.2011 | Председатель колхоза имени Сталина села Таза-Ярмыш Ташаузского района Ташаузской области | 14.02.1957      | [ ГС 83 ]  |
| 92         | Розова Надежда Николаевна            | 1932—2005               | Птичница совхоза «Себровский» Михайловского района Волгоградской области | 08.04.1971      | [ ГС 84 ]  |
| 93         | Розумбетов Нарбай                    | 1921—2001               | Бригадир колхоза «Коммунизм» Турткульского района Каракалпакской АССР | 08.04.1971      | [ ГС 85 ]  |
| 94         | Розыев Акы                           | род. 1945               | Механик-водитель хлопкоуборочной машины колхоза «40 лет СССР» Саятского района Чарджоуской области | 20.02.1978      | [ ГС 86 ]  |
| 95         | Розыева Огулхан                      | 1923 — ????             | Бригадир хлопководческой бригады колхоза имени Махтумкули Керкинского района Чарджоуской области | 08.04.1971      | [ ГС 87 ]  |
| 96         | Розыева Розыменгли                   | 1918 — ????             | Звеньевая колхоза «20 лет Октября» Тахта-Базарского района Марыйской области | 11.06.1949      |            |
| 97         | Ройко Вера Никифоровна               | 26.07.1919 — ????       | Звеньевая Грязнянского свеклосовхоза Министерства пищевой промышленности СССР, Краснопольский район Сумской области | 30.04.1948      |            |
| 98         | Рольнова Клавдия Ивановна            | 26.08.1934 — 05.03.2019 | Слесарь-сборщик Первого Московского завода радиодеталей Министерства электронной промышленности СССР | 29.07.1966      | [ ГС 88 ]  |
| 99         | Ромазан Иван Харитонович             | 18.09.1934 — 27.07.1991 | Генеральный директор Магнитогорского металлургического комбината имени В. И. Ленина Министерства металлургии СССР, Челябинская область | 28.06.1991      | [ ГС 89 ]  |
| 100        | Роман Пётр Иванович                  | 1918 — ????             | Электросварщик строительства ТЭЦ Карагандинского металлургического завода Карагандинского совнархоза | 09.08.1958      | [ ГС 90 ]  |
| 101        | Романенко Анна Пантелеевна           | 1924 — ????             | Звеньевая колхоза имени Мичурина Килийского района Измаильской области | 19.10.1951      |            |
| 102        | Романенко Евдокия Ильинична          | 30.03.1929 — 1998       | Звеньевая колхоза «Ленинский шлях» Винницкого района Винницкой области | 28.08.1952      | [ ГС 91 ]  |
| 103        | Романенко Иван Андреевич             | 02.01.1928 — 15.02.2002 | Директор Сарапульского радиозавода Министерства радиопромышленности СССР, Удмуртская АССР | 26.04.1971      | [ ГС 92 ]  |
| 104        | Романенко Иван Петрович              | род. 1925               | Бригадир свиноводческой фермы совхоза «Богдановка» Доманёвского района Николаевской области | 22.03.1966      |            |
| 105        | Романенко Татьяна Степановна         | 02.03.1930 — 29.11.2004 | Звеньевая колхоза имени Ленина Ленинградского района Краснодарский край | 07.12.1973      | [ ГС 93 ]  |
| 106        | Романенко Филимон Иванович           | 09.08.1913 — 09.08.1991 | Агроном колхоза «Ленинский шлях» Винницкого района Винницкой области | 28.08.1952      | [ ГС 94 ]  |
| 107        | Романец Нина Александровна           | род. 26.02.1927         | Звеньевая колхоза имени Ильича Марьинского района Донецкой области | 30.04.1966      |            |
| 108        | Романкевич Николай Тимофеевич        | 21.04.1927 — 24.07.2010 | Председатель колхоза имени Парижской Коммуны Тулунского района Иркутской области | 08.04.1971      | [ ГС 95 ]  |
| 109        | Романов Александр Фёдорович          | 23.10.1884 — 1971       | Директор совхоза имени Ленина Старожиловского района Рязанской области | 08.01.1960      | [ ГС 96 ]  |
| 110        | Романов Анатолий Давыдович           | 08.07.1908 — 17.06.1956 | Бригадир колхоза «Страна Советов» Угловского района Алтайского края | 04.03.1948      | [ ГС 97 ]  |
| 111        | Романов Анатолий Денисович           | 23.07.1932 — 05.01.2009 | Бригадир слесарей-сборщиков Смоленского авиационного завода Министерства авиационной промышленности СССР | 26.04.1971      | [ ГС 98 ]  |
| 112        | Романов Василий Максимович           | 1935 — 07.2000          | Бригадир малой комплексной бригады Жуковского лесоучастка Андреапольского леспромхоза Министерства лесной и деревообрабатывающей промышленности СССР, Калининская область | 08.04.1971      | [ ГС 99 ]  |
| 113        | Романов Владимир Павлович            | 25.06.1915 — 06.11.2002 | Начальник комбината «Кузбассуголь» Министерства угольной промышленности СССР, Кемеровская область | 29.06.1966      | [ ГС 100 ] |
| 114        | Романов Владислав Анатольевич        | 17.02.1937 — 21.03.2000 | Старший мастер Магнитогорского металлургического комбината имени В. И. Ленина Министерства чёрной металлургии СССР, Челябинская область | 28.01.1982      | [ ГС 101 ] |
| 115        | Романов Григорий Васильевич          | 07.02.1923 — 03.06.2008 | Член Политбюро ЦК КПСС, первый секретарь Ленинградского обкома КПСС | 06.02.1983      | [ ГС 102 ] |
| 116        | Романов Евгений Арсеньевич           | 19.02.1926 — 04.01.2014 | Токарь-расточник Ленинградского научно-производственного объединения «Прогресс» Министерства радиопромышленности СССР | 26.04.1971      | [ ГС 103 ] |
| 117        | Романов Егор Лаврентьевич            | 14.01.1916 – 09.01.1999 | Бригадир плотников передвижной механизированной колонны № 4 Резекненского общестроительного треста Министерства сельского строительства Латвийской ССР | 07.05.1971      |            |
| 118        | Романов Иван Андреевич               | 27.09.1921 — ????       | Бригадир укрупнённой комплексной бригады докеров-механизаторов Ленинградского морского торгового порта Министерства морского флота СССР | 13.05.1977      | [ ГС 104 ] |
| 119        | Романов Михаил Фёдорович             | 07.11.1899 — 28.12.1984 | Старший агроном Майкопской МТС Адыгейской автономной области | 06.05.1948      | [ ГС 105 ] |
| 120        | Романов Никандр Николаевич           | 06.11.1922 — 24.03.2000 | Бригадир комплексной бригады колхоза имени Ленина Горномарийского района Марийской АССР | 26.11.1965      | [ ГС 106 ] |
| 121        | Романов Николай Яковлевич            | 15.08.1937 — 29.12.2003 | Бригадир судосборщиков судостроительного завода имени А. А. Жданова Министерства судостроительной промышленности СССР, гор. Ленинград | 29.03.1976      | [ ГС 107 ] |
| 122        | Романов Пётр Васильевич              | род. 21.07.1943         | Генеральный директор Красноярского химического комбината «Енисей» Министерства оборонной промышленности СССР | 06.08.1991      | [ ГС 108 ] |
| 123        | Романов Юрий Александрович           | 17.06.1926 — 01.11.2010 | Заместитель научного руководителя НИИ-1011 Министерства среднего машиностроения СССР, Челябинская область | 17.06.1961      | [ ГС 109 ] |
| 124        | Романова Анна Васильевна             | 1931 — 22.07.2008       | Прессовщица Кучинского комбината керамических облицовочных материалов Главного управления промышленности строительных материалов и строительных деталей при исполнительном комитете Московского городского Совета депутатов трудящихся, гор. Железнодорожный Московской области                 | 03.02.1976      | [ ГС 110 ] |
| 125        | Романова Валентина Гончиковна        | 1932—1986               | Старший чабан совхоза «Селенгинский» Селенгинского района Бурятской АССР | 23.12.1976      | [ ГС 111 ] |
| 126        | Романова Вера Ивановна               | 15.05.1912 — ????       | Доярка колхоза имени Жданова Калининского района Сталинградской области | 20.11.1958      | [ ГС 112 ] |
| 127        | Романова Людмила Павловна            | 13.05.1929 — 10.01.2013 | Заведующая отделением Красногорской центральной районной больницы Московской области | 23.10.1978      | [ ГС 113 ] |
| 128        | Романовская Аста Хансовна            | род. 1941               | Доярка колхоза «Выхма» Вильяндиского района Эстонской ССР | 11.09.1985      |            |
| 128.000003 | Романовская Мария Ивановна           | род. 1938               | Доярка колхоза «Аушра» Вильнюсского района Литовской ССР | 08.04.1971      |            |
| 129        | Романовский Валентин Владимирович    | 21.07.1938 — 21.07.1986 | Бригадир монтажников электромонтажного поезда № 702 треста «Трансэлектромонтаж» Государственного производственного комитета по транспортному строительству СССР, Брянская область | 22.03.1965      | [ ГС 114 ] |
| 130        | Романцов Николай Михайлович          | 18.08.1930 — 24.01.2004 | Бригадир проходческой бригады шахтоуправления «Юбилейное» комбината «Южкузбассуголь» Министерства угольной промышленности СССР, Кемеровская область | 09.08.1974      | [ ГС 115 ] |
| 131        | Романченко Валентина Мефодьевна      | 14.12.1920 — 24.01.2014 | Звеньевая колхоза имени Красных Партизан Таганрогского района Ростовской области | 19.03.1947      | [ ГС 116 ] |
| 132        | Романченко Василий Пимонович         | 1912 — ????             | Бригадир тракторной бригады Криштоповской МТС Харьковской области | 07.05.1948      | [ ГС 117 ] |
| 133        | Романченко Михаил Антонович          | род. 1928               | Звеньевой механизированного звена колхоза «Дружба» Чернобыльского района Киевской области | 08.04.1971      |            |
| 134        | Романченко Николай Иванович          | 21.10.1918 — ????       | Управляющий отделением совхоза «Пресногорьковский» Ленинского района Кустанайской области | 08.04.1971      | [ ГС 118 ] |
| 135        | Романь Варвара Ивановна              | 1914 — ????             | Звеньевая Бахмачского свеклосовхоза Министерства пищевой промышленности СССР, Бахмачский район Черниговской области | 30.04.1948      | [ ГС 119 ] |
| 136        | Романь Константин Кириллович         | 11.10.1939 — 09.05.2014 | Дояр Бахмачского свеклосовхоза Бахмачского района Черниговской области | 24.12.1976      | [ ГС 120 ] |
| 137        | Романюк Александр Иванович           | 10.02.1933 — 20.07.1994 | Комбайнёр колхоза «Нове життя» Скадовского района Херсонской области | 11.05.1963      | [ ГС 121 ] |
| 138        | Ромасенко Пётр Евлампиевич           | 1919 — ????             | Бригадир колхоза имени Фрунзе Зачепиловского района Харьковской области | 07.05.1948      |            |
| 139        | Ромашина Михаил Александрович        | род. 26.11.1930         | Звеньевой совхоза «Тимашёвский» Тимашёвского района Краснодарского края | 22.03.1966      | [ ГС 122 ] |
| 140        | Ромащенко Павел Денисович            | 15.08.1913 — 30.12.1983 | Бригадир колхоза «Перемога» Солонянского района Днепропетровской области | 23.06.1966      | [ ГС 123 ] |
| 141        | Ромащук Евдокия Ивановна             | род. 15.10.1927         | Звеньевая колхоза имени Кирова Винницкого района Винницкой области | 25.09.1948      |            |
| 142        | Роменский Евгений Андреевич          | 02.03.1929 — 23.06.1990 | Горнорабочий очистного забоя шахты № 8—8-бис треста «Красногвардейскуголь» комбината «Донецкуголь» Министерства угольной промышленности Украинской ССР, Донецкая область | 29.06.1966      | [ ГС 124 ] |
| 143        | Роменских Василий Петрович           | 01.10.1921 — 05.12.1981 | Тракторист Алтайской МТС Алтайского района Алтайского края | 23.06.1950      | [ ГС 125 ] |
| 144        | Роменских Василий Тихонович          | 04.03.1911 — 08.09.1981 | Комбайнёр колхоза «Коммунист» Красногвардейского района Белгородской области | 30.04.1966      | [ ГС 126 ] |
| 145        | Ромец Лидия Владимировна             | 1923 — ????             | Звеньевая колхоза имени Кирова Мало-Девицкого района Черниговской области | 23.04.1952      | [ ГС 127 ] |
| 146        | Ромм Вольдемар Магнусович            | 1908 — ????             | Бригадир колхоза имени Сталина Леселидзевского сельсовета Гагрского района Абхазской АССР | 03.05.1949      | [ ГС 128 ] |
| 147        | Ромоданов Андрей Петрович            | 11.11.1920 — 05.08.1993 | Директор Киевского научно-исследовательского института психоневрологии, академик Академии медицинских наук СССР | 10.11.1980      | [ ГС 129 ] |
| 148        | Ронжин Андрей Миронович              | 23.10.1911 — 28.02.1995 | Председатель колхоза «Искра» Котельничского района Кировской области | 24.04.1958      | [ ГС 130 ] |
| 149        | Роомет Айно Оттовна                  | род. 1931               | Доярка совхоза «Йыгева» Йыгеваского района Эстонской ССР | 08.04.1971      |            |
| 150        | Ропавка Иван Васильевич              | 14.07.1927 — 19.09.1993 | Председатель колхоза имени Ленина Чутовского района Полтавской области | 24.12.1976      | [ ГС 131 ] |
| 151        | Росинский Дмитрий Афанасьевич        | 14.03.1927 — 24.01.2010 | Бригадир комплексной бригады совхоза «Заречный» Ленинского района Северо-Казахстанской области | 10.12.1973      | [ ГС 132 ] |
| 152        | Роскошная Варвара Ивановна           | род. 1927               | Звеньевая Сумско-Степановского свеклосовхоза Министерства пищевой промышленности СССР, Сумская область | 30.04.1948      |            |
| 153        | Рослова Александра Егоровна          | род. 05.08.1926         | Бригадир маляров строительно-монтажного управления № 2 строительно-монтажного треста № 2 Министерства строительства СССР, гор. Фрунзе | 12.05.1977      | [ ГС 133 ] |
| 154        | Росляков Яков Васильевич             | 29.04.1903 — 16.04.1957 | Секретарь Октябрьского райкома Компартии (большевиков) Таджикистана, Сталинабадская область | 01.03.1948      | [ ГС 134 ] |
| 155        | Росселевич Игорь Александрович       | 07.06.1918 — 22.03.1991 | Директор Всесоюзного научно-исследовательского института телевидения Министерства промышленности средств связи СССР, гор. Ленинград | 06.09.1978      | [ ГС 135 ] |
| 156        | Россочинский Иван Яковлевич          | 20.01.1909 — 21.03.1991 | Управляющий трестом «Красноармейскуголь» комбината «Артёмуголь» Министерства угольной промышленности западных районов СССР, Сталинская область | 28.08.1948      | [ ГС 136 ] |
| 157        | Ростальный Александр Афанасьевич     | 10.08.1926 — 05.11.1972 | Бригадир горнопроходческой бригады ОКСа шахты «Гигант» рудоуправления имени Дзержинского, гор. Кривой Рог Днепропетровской области | 28.05.1960      | [ ГС 137 ] |
| 158        | Ростецкий Евгений Константинович     | 05.04.1931 — 19.11.2016 | Главный агроном колхоза имени Чапаева Алапаевского района Свердловской области | 23.12.1976      | [ ГС 138 ] |
| 159        | Ростовцев Анатолий Яковлевич         | 17.07.1918 — 10.01.1982 | Плавильщик Челябинского абразивного завода Министерства станкостроительной и инструментальной промышленности СССР | 05.04.1971      | [ ГС 139 ] |
| 160        | Ростовцев Никита Фёдорович           | 26.09.1895 — 21.04.1987 | Академик Всесоюзной академии сельскохозяйственных наук имени В. И. Ленина, гор. Москва | 26.09.1975      | [ ГС 140 ] |
| 161        | Ростовцев Николай Алексеевич         | 14.08.1924 — 01.06.2018 | Бригадир Ларичихинского леспромхоза Тальменского района Алтайского края | 08.04.1971      | [ ГС 141 ] |
| 162        | Ротар Анатолий Фёдорович             | 01.10.1936 — 11.08.2021 | Бригадир хозрасчётной укрупнённой комплексной бригады докеров-механизаторов Ильичёвского морского торгового порта Черноморского морского пароходства Министерства морского флота СССР, гор. Одесса                                                                                              | 17.10.1985      | [ ГС 142 ] |
| 163        | Ротарь Василий Яковлевич             | 09.03.1921 — 26.06.1988 | Председатель колхоза «Ленинськый шлях» Сокирянского района Черновицкой области | 22.03.1966      | [ ГС 143 ] |
| 164        | Ротарь Георгий Леонтьевич            | род. 1923               | Заведующий молочнотоварной фермой колхоза «Патрия» Криулянского района Молдавской ССР | 08.04.1971      |            |
| 165        | Ротастиков Дмитрий Иванович          | 14.10.1918 — 08.08.1999 | Управляющий отделением совхоза «Большевик» Серпуховского района Московской области | 08.04.1971      | [ ГС 144 ] |
| 166        | Ротин Григорий Михайлович            | 09.11.1918 — 10.02.1980 | Начальник участка дробильно-агломерационного цеха № 1 комбината «Южуралникель» Министерства цветной металлургии СССР, гор. Орск Оренбургской области | 20.05.1966      | [ ГС 145 ] |
| 167        | Ротто Иван Дмитриевич                | 17.10.1924 — 05.06.2013 | Бригадир садоводческой бригады колхоза имени Ленина Предгорного района Ставропольского края | 08.04.1971      | [ ГС 146 ] |
| 168        | Рохтлаан Пауль Леопольдович          | 10.01.1930 — 04.04.2020 | Капитан теплохода Эстонского морского пароходства Министерства морского флота СССР, гор. Таллин | 09.08.1963      | [ ГС 147 ] |
| 169        | Рочняк Яков Трофимович               | 1903 — ????             | Заведующий фермой колхоза имени 8 марта Купянского района Харьковской области | 24.06.1949      |            |
| 170        | Рощин Александр Ильич                | 26.11.1911 — ????       | Слесарь-сборщик Ленинградского станкостроительного объединения имени Я. М. Свердлова Министерства станкостроительной и инструментальной промышленности СССР | 08.08.1966      | [ ГС 148 ] |
| 171        | Рощина Анна Антиповна                | 14.03.1896 — 1983       | Телятница колхоза «Вперёд к социализму» Сычёвского района Смоленской области | 13.08.1949      | [ ГС 149 ] |

| Навигационная таблица | Навигационная таблица |
| --------------------- | --------------------- |
| «Р»                   | Раб — Решетов         |
| «Р»                   | Ржаников — Рощина     |
| «Р»                   | Рубан — Ряшина        |